# 13352 Gyssens
13352 Gyssens là một tiểu hành tinh được phát hiện ngày 18 tháng 9 năm 1998 bởi Eric Walter Elst.
Nó được đặt theo tên Belgian Marc Gyssens, Trưởng đài thiên văn Urania, người đồng sáng lập tổ chức Khí tượng thế giới và là giảng viên tại Đại học Hasselt (UHasselt).